# Riccardo Minali
Riccardo Minali (Isola della Scala, 19 de abril de 1995) é um ciclista profissional italiano que atualmente corre para a equipa Intermarché-Wanty-Gobert Matériaux. É filho do exciclista profissional Nicola Minali.

## Palmarés
- 2015 (como amador)[2]
- Circuito do Porto-Troféu Arvedi

- 2016
- La Popolarissima

- 2018
  - 2 etapas do Tour de Langkawi

## Resultados em Grandes Voltas
| Corrida | Corrida         | 2017 | 2018 | 2019 | 2020 | 2021  |
| ------- | --------------- | ---- | ---- | ---- | ---- | ----- |
|         | Giro d'Italia   | —    | —    | —    | —    | 143.º |
|         | Tour de France  | —    | —    | —    | —    | —     |
|         | Volta a Espanha | —    | —    | —    | —    | —     |

—: não participa
Ab.: abandono

## Equipas
- Astana Pro Team[3] (2017-2018)
- Israel Cycling Academy[4] (2019)
- NIPPO DELKO One Provence[5] (2020)
- Intermarché-Wanty-Gobert Matériaux (2021-)